# Сіліштя (комуна, Телеорман)
Сіліштя (рум. Siliștea) — комуна у повіті Телеорман в Румунії. До складу комуни входять такі села (дані про населення за 2002 рік):
- Бутешть (862 особи)
- Сіліштя (1550 осіб) — адміністративний центр комуни
- Сіліштя-Міке (402 особи)

Комуна розташована на відстані 59 км на захід від Бухареста, 45 км на північ від Александрії, 123 км на схід від Крайови, 143 км на південь від Брашова.

## Населення
За даними перепису населення 2002 року у комуні проживали 4506 осіб.
Національний склад населення комуни:
| Національність | Кількість осіб | Відсоток |
| -------------- | -------------- | -------- |
| румуни         | 4490           | 99,6%    |
| цигани         | 15             | 0,3%     |
| угорці         | 1              | < 0,1%   |

Рідною мовою назвали:
| Мова      | Кількість осіб | Відсоток |
| --------- | -------------- | -------- |
| румунська | 4499           | 99,8%    |
| циганська | 7              | 0,2%     |

Склад населення комуни за віросповіданням:
| Релігія     | Кількість осіб | Відсоток |
| ----------- | -------------- | -------- |
| православні | 4503           | 99,9%    |
| бретрени    | 2              | < 0,1%   |
| адвентисти  | 1              | < 0,1%   |

## Зовнішні посилання
- Дані про комуну Сіліштя на сайті Ghidul Primăriilor